# Teología de la muerte de Dios
La teología de la muerte de Dios, en ocasiones denominada tanatoteología, es una teología que desarrolla la idea nietzschana de la muerte del tradicional dios teísta, a saber que este Dios está ausente o se considera a Dios muerto como evento histórico. Estas ideas teológicas están muy ligadas al secularismo de Dietrich Bonhoeffer y al postcristianismo de John Robinson.
Los máximos representantes de esta teología son los cristianos Gabriel Vahanian, Paul Van Buren, William Hamilton, John Robinson (obispo), Thomas J. J. Altizer, John D. Caputo y el rabino Richard L. Rubenstein.

## Otros tanatoteólogos
- Thomas J. J. Altizer
- William Blake
- John D. Caputo
- Maestro Eckhart
- Georg Wilhelm Friedrich Hegel
- Friedrich Nietzsche
- Pseudo Dionisio Areopagita
- John Robinson (obispo)
- Richard L. Rubenstein
- Paul Tillich
- Gabriel Vahanian
- Paul van Buren
- Gianni Vattimo
- Slavoj Žižek
- Philipp Mainländer